# Principauté de Sealand
La principauté de Sealand est une micronation non reconnue par la communauté internationale fondée par Paddy Roy Bates en 1967 et installée sur l'ancienne plate-forme militaire britannique Fort Roughs,. Initialement hors des eaux territoriales du Royaume-Uni, elle s'y trouve incluse depuis l'extension en 1987 de leur limite de trois (5 601 mètres) à douze milles nautiques (22 224 mètres).
Elle est considérée par ses partisans comme une micronation, mais n'est reconnue par aucune des nations membres des Nations unies. Sa population n'excède que rarement cinq habitants et sa surface habitable est de 550 m2 environ, si bien qu'elle est souvent décrite comme le plus petit État au monde par sa superficie.
Elle est située à 10 km des côtes britanniques du Suffolk, et est dirigée, depuis  2012, par Michael Bates.

## Géographie

Carte de Sealand.

Le territoire de la principauté de Sealand est le Fort Roughs, une des plates-formes de l'armée britannique, construite au large de l'estuaire de la Tamise. Pendant la Seconde Guerre mondiale, le fort assurait la protection contre les raids aériens allemands. Il avait été désarmé et laissé à l'abandon après le conflit.
La particularité de Fort Roughs par rapport aux autres plates-formes de l'estuaire de la Tamise installées pendant la guerre était d'être située dans les eaux internationales, et donc de ne dépendre, à l'époque de la prise de possession, d'aucune législation particulière.
Le Territorial Sea Act de 1987 en a radicalement changé le statut, intégrant administrativement la principauté de Sealand au Royaume-Uni, et plus précisément au comté de l'Essex.

## Histoire
En 1942, durant la Seconde Guerre mondiale, le bateau de la flotte royale anglaise nommé Fort Roughs est construit au large des côtes anglaises sous forme d'un Fort Maunsell. Lors de sa construction, il comprend un radeau flottant posé sur une superstructure composée de deux tours unies par un pont qui était alors prévu pour soutenir d'autres structures, jamais construites. Le radeau est remorqué jusqu'au banc de sable Rough Sands où il est inondé intentionnellement de telle manière que la coque puisse couler dans une position de repos au fond de l'eau. La structure restée visible n'est donc autre que la superstructure du navire.
Cette structure, à laquelle il est donné le nom de Roughs Tower, est occupée en permanence par 150 à 300 membres de la Marine Royale pendant la Seconde Guerre mondiale, le but premier de sa construction étant d'abriter une batterie de DCA engagée dans la protection du pays. À l'issue du conflit, tout le personnel de la plate-forme (principalement militaire) fut évacué et HM Fort Rough (en) fut abandonnée à son sort.
En 1966, Paddy Roy Bates, ancien major de l'armée britannique et vétéran de la Seconde Guerre mondiale, entend parler de cette plateforme située dans les eaux internationales. Comme d'autres aventuriers des radios libres, très appréciés des auditeurs car plus divertissantes que la BBC, offrant des programmes de musique pop et une grande liberté de langage,  il a créé sa propre "Radio Essex", mais il est en butte aux tracasseries administratives et cherche le moyen d'y échapper. Après avoir consulté des avocats et des spécialistes du droit maritime, il découvre que rien, apparemment, ne s'oppose à la prise de possession de la plateforme. Le 25 décembre 1966, à bord de son bateau de pêche et en compagnie de quelques amis, Bates aborde la plateforme et en prend possession. L'indépendance de la principauté est proclamée unilatéralement le 2 septembre 1967 par le couple Bates qui s'autoproclame alors souverain du Sealand revendiquant le "Jus Gentium" ("Droit des Nations") sur cette partie du globe qui est "Terra Nullius" (Terre de Personne). Lors de la déclaration d'indépendance, la famille hisse le drapeau de Sealand, promettant la liberté et la justice à tous ceux qui vivraient sous ce drapeau, conformément à la devise nationale : "E Mare Libertas" (De la mer, la liberté).
Quelque temps plus tard, le gouvernement britannique y envoie quelques unités de marine. Selon quelques sources, les occupants des navires ont pour but d'expulser Bates de la plate-forme, tandis que, pour d'autres, il s'agit simplement d'une tentative de réparation d'une bouée de navigation, voisine de la principauté. Quelles que soient les raisons réelles de cette intervention, à peine entrés dans les eaux territoriales, le prince héritier Michael Bates exécute sur les intrus, en dépit (ou en raison) de son jeune âge - il va sur ses 16 ans -, quelques tirs de sommation à leur encontre. Accusés de détention illégale d'armes à feu et de mise en danger de la vie d'autrui, Roy et son fils Michael, tous deux ressortissants britanniques, sont traînés en justice par le gouvernement, mais le tribunal de l'Essex qui statue leur donne finalement raison le 25 novembre 1968, la cour ne s'estimant pas compétente au motif que Fort Rough se situe dans les eaux internationales donc en dehors de la juridiction anglaise. Si le jugement reconnait ainsi que ce territoire n'est pas britannique,  il ne se prononce pas, toutefois, sur l'existence d'un Etat du Sealand. Le Prince  n'en considère pas moins le fait comme une reconnaissance de sa souveraineté.
Le 25 septembre 1975, le prince Roy Bates présente la Constitution de la Principauté de Sealand, rédigée par son Premier Ministre, le professeur Alexander G. Achenbach, un homme d'affaires allemand qu'il vient tout juste de nommer à ce poste (voir Politique).
En 1978, Achenbach, aidé par plusieurs Allemands et Néerlandais dirigés par Paul Trevisan, organisent une prise de contrôle du territoire par la force et mettent le prince Michael Bates en captivité. Achenbach était en désaccord avec Bates qui voulait transformer Sealand en un luxueux hôtel-casino. Celui-ci est libéré, quelques jours plus tard, aux Pays-Bas. Il fait alors appel à des mercenaires pour l'assister et reprend la forteresse par la force grâce à un hélicoptère d'assaut. 

Il déclare alors : 

« Descendre d'un hélicoptère suspendu à une corde à 30 m au-dessus de la mer et faire face à des terroristes : je n'ai plus jamais ressenti une telle montée d'adrénaline. »

La famille Bates met alors les envahisseurs en captivité, les considérant comme des prisonniers de guerre. La plupart des participants à l'invasion sont rapatriés à la fin du conflit, mais Achenbach, avocat allemand qui détenait par son statut de premier ministre de la principauté un passeport sealandais, est jugé pour trahison contre sa patrie et condamné à la prison à vie. Les gouvernements des Pays-Bas et d'Allemagne demandent alors au gouvernement britannique sa libération par le biais d'une pétition, mais le Royaume-Uni décline toute responsabilité, invoquant la décision de justice rendue une dizaine d'années plus tôt. L'Allemagne envoie alors un diplomate de son ambassade à Londres pour négocier la libération d'Achenbach. Après plusieurs semaines de négociations, Roy Bates finit par céder et libère l'otage, affirmant que la visite du diplomate implique la reconnaissance de facto de la principauté de Sealand par l'Allemagne qui n'a, pour sa part, jamais confirmé cette interprétation.
À la suite de son rapatriement, Achenbach fonde un « gouvernement en exil » en Allemagne que le gouvernement royal de Sealand qualifie de rebelle, en opposition avec celui de Roy Bates, assurant le rôle de Secrétaire du Conseil Privé. Ceci est vécu officiellement comme une déclaration de guerre pour le gouvernement royal de Sealand. À la démission d'Achenbach pour raisons de santé au mois d'août 1989, le Ministre pour la coopération économique du gouvernement rebelle, Johannes Seiger, en assure le contrôle en reprenant la place d'Achenbach au sein de la structure. Aujourd'hui encore, Seiger affirme représenter la seule autorité légitime du gouvernement de Sealand.
En 1987, le Royaume-Uni décide l'extension de ses eaux territoriales à 12 milles marins, ce qui est autorisé par la législation internationale depuis 1958. Fort Roughs se trouve ainsi à l'intérieur des eaux territoriales britanniques. Le Sealand prétend avoir étendu ses propres eaux territoriales à 12 milles marins un jour avant la décision britannique, mais les doctrines juridiques du Royaume-Uni font que la plate-forme est considérée comme faisant partie du comté anglais de l'Essex. Cependant, la politique du gouvernement britannique semble être de ne pas faire de commentaire à ce sujet et de ne pas agir à moins d'y être contraint.
En 1999, le souverain de la principauté, Roy Bates, abdique au profit de son fils Michael qui reprend les rênes du territoire.

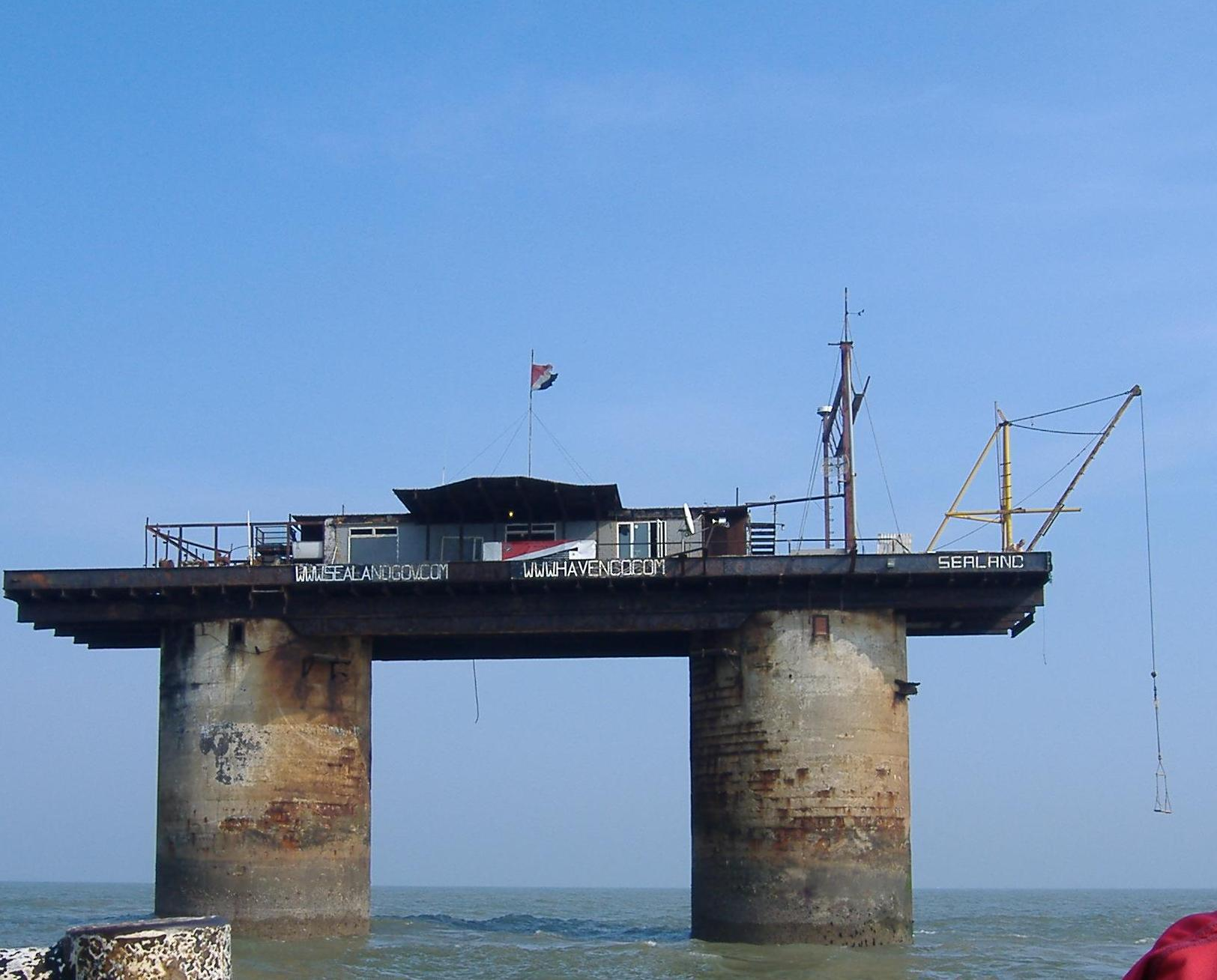
Vue de Sealand après l'incendie.

Le 23 juin 2006 en début d'après-midi, un feu se propage sur la principauté et ravage le Sealand dans son ensemble. Selon la presse en janvier 2007, les autorités annoncent qu'elles quittent le « pays » et qu'elles comptent fonder un « gouvernement en exil »,.
En janvier 2007, la presse se fait l'écho de la mise en vente de la plate-forme. Dix millions de livres pour 550 m2 habitables, soit un prix de 27 000 euros/m2. Le journal français Libération rapporte ces propos du prince en titre, Michael Bates : « On possède l'île depuis 40 ans mais maintenant, mon père est âgé de 85 ans ; peut-être que le temps est venu d'un rajeunissement. » Et d'insister sur les avantages de l'État : vue panoramique sur la mer, tranquillité totale, absence d'impôt… Aucune précision n'est toutefois apportée sur les changements que cette vente va impliquer sur le régime. Le prince va-t-il laisser sa place au nouveau propriétaire, ou bien règnera-t-il sur les nouveaux citoyens, lesquels détiendront tout le territoire de l'État ?
Quelques jours plus tard, the Pirate Bay (qui a déjà soutenu la micronation Ladonia), lance l'initiative BuySealand.com afin de récolter 2 000 000 dollars pour acheter la plate-forme. Depuis, et malgré le succès de la collecte de fonds, l'équipe de la Pirate Bay a abandonné cette idée devant le refus du prince Michael qui s'oppose à la vente du territoire à un annuaire de fichiers Torrent, les activités de cette entité « violant les lois sur le copyright » selon lui, ce qu'il ne peut pas tolérer. Cependant, le projet vit un renouveau en 2016 même si les probabilités de succès semblent limitées.
Roy Bates, atteint d'Alzheimer, meurt à l'âge de 91 ans en octobre 2012,.

## Politique
Le 25 septembre 1975, le prince et souverain de Sealand proclama la mise en place de la Constitution de la principauté rédigée par Alexander Gottfried Achenbach, installé dans ses fonctions de Premier ministre et Chef du conseil privé à vie par le prince Roy Bates. Il s'agit d'un texte simple composé d'un préambule affirmant l'indépendance pleine et entière du Sealand et de sept articles chacun subdivisé lui-même en différentes clauses.

## Économie

### Monnaie officielle

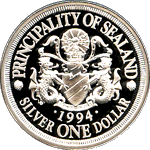
Un dollar sealandais frappé en 1994.

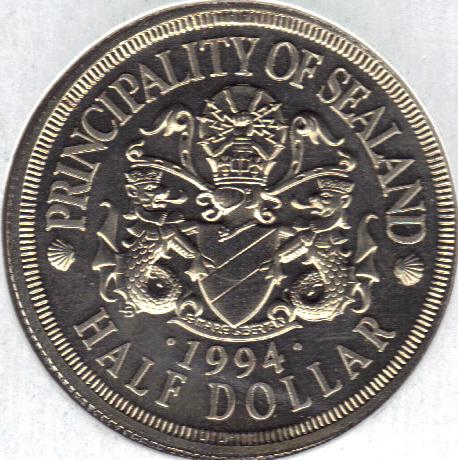
Un demi-dollar sealandais frappé en 1994.

La monnaie officielle de Sealand est le « dollar de Sealand », monnaie indexée directement sur le dollar des États-Unis (USD).
Les premières pièces de monnaie sortent en 1972 dans diverses unités de cette devise. Compte tenu de la population limitée de Sealand qui n'a apparemment jamais dépassé les 5 habitants depuis sa création, de son inaccessibilité physique hormis en hélicoptère et du manque d'une économie à grande échelle, il est peu probable que ces pièces de monnaie aient été conçues dans une idée de véritable usage en tant que devise. La plupart ont été conçues dans des métaux précieux afin d'intéresser les investisseurs et les numismates.
- 1972 : les premières pièces de monnaie, d'une valeur de 10 $, sont frappées à l'effigie de la princesse Joan.
- 1975 : les pièces de 20 dollars font leur apparition, toujours à l'effigie de la princesse.
- 1977 : de nouvelles séries de pièces de 10 $ et 20 $ voient le jour, toujours à l'effigie de la princesse. Des pièces de la même valeur sont également frappées à l'effigie du prince Roy. Enfin, une pièce « collector » de 100 $ représentant les deux souverains à Sealand parait également la même année.
- 1991 : le « gouvernement en exil » d'Achenbach, non reconnu par Bates, produit une pièce de monnaie à l'effigie du « Premier ministre » Seiger.
- 1994 : les pièces de 0,25 $ en bronze et en argent voient le jour, celles de 0,50 $ en nickel et en argent, celles d'1,00 $ et de 2,50 $ en bronze, argent et or et celles de 5,00 $ en or. Ces pièces représentent une orque sur le recto et les armoiries de Sealand au verso[29].

### Économie extérieure
- Si vous ne connaissez pas le sujet, laissez ce bandeau (vous pouvez alors contacter les auteurs).
- Si vous supprimez le contenu mis en cause (vous pouvez préalablement contacter les auteurs),

argumentez précisément cette suppression dans la page de discussion
(un manque de référence n'est pas un argument ; une recherche réelle de référence doit avoir été effectuée, être formellement documentée).
La base pouvant accueillir une garnison de 160 à 200 personnes et se trouvant sur le plateau continental européen, Sealand commence peu à peu à intéresser des hommes d'affaires. Roy Bates reçoit des projets d'ouverture de casinos, d'hôtels et même de services de renseignements de pays communistes d'Europe de l'Est durant la Guerre froide.[réf. nécessaire]
Mais jusqu'à présent, un seul de ces projets est réalisé : en juin 2000, le prince héritier Michael Bates, fils du couple, signe un accord avec la société américaine HavenCo pour développer à Sealand un paradis Internet extraterritorial, la principauté abritant contre finances des serveurs informatiques[réf. souhaitée]. Quelques années auparavant, elle avait déjà offert l'asile à Napster, un logiciel de partage et de téléchargements pair-à-pair[réf. souhaitée]. Ainsi, le 9 août 2007, la principauté annonce le lancement de son site de casino en ligne commandité par la société américaine précitée et proposant aux participants des gains totalement exempts d'impôts[réf. souhaitée]. Le pays n'étant soumis à aucune législation internationale hormis la sienne propre peut ainsi gérer son réseau Internet et notamment son site de casino comme il le désire et en toute liberté.
La tentative de HavenCo avorte toutefois[pourquoi ?] et le centre de données est déplacé à Londres[réf. souhaitée].

## Démographie
Sa population officielle était d'un habitant, le gardien, en 2019 et elle n'a pas dépassé la demi-douzaine d'habitants depuis sa prise de possession par Roy Bates en 1966.
Malgré l'étroitesse de la plateforme et sa capacité limitée à être agrandie, Sealand pourrait accueillir davantage d'habitants puisque durant la Seconde Guerre mondiale, des garnisons britanniques pouvant contenir jusqu'à 300 militaires ont alors occupé la plateforme.[réf. nécessaire]
De plus, si en la vendant les Bates tablent sur un rajeunissement de la population de Sealand, « On possède l'île depuis 40 ans mais maintenant, mon père est âgé de 85 ans, peut-être que le temps est venu d'un rajeunissement », cela signifie sans doute que la principauté peut accueillir un nombre plus important de personnes qu'actuellement. Michael Bates va même jusqu'à faire naître l'idée que les cylindres soutenant la plateforme seraient aménagés et contiendraient un nombre impressionnant de pièces de toutes sortes et notamment de 7 chambres. Tout semble y être aménagé pour pouvoir y vivre et y travailler confortablement : « Chaque tour a 7 étages et 7 chambres. La plateforme en compte encore une douzaine. Il y a également une salle de conférences, une installation de dessalement de l'eau de mer, une chapelle et une prison ».

## Culture
On connaît peu de choses sur la culture sealandaise hormis quelques symboles de la souveraineté mis en place par les époux Bates peu après leur installation sur la plate-forme :
- un drapeau rouge et noir parcouru par une bande blanche dessiné par la princesse Joan. Le rouge fait référence à la royauté et rend donc hommage à son mari tandis que le noir évoque la piraterie[réf. nécessaire] ;
- des armoiries composées notamment de deux sirènes à tête de lion contenant l'inscription E mare libertas[35] ;
- une monnaie tout d'abord à l'effigie de la princesse mise en place à partir de 1972 (voir Économie) ;

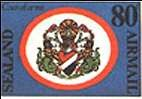
Un timbre sealandais.

- des timbres-poste imprimés pour la première fois en 1969 lorsqu'un service d'hélicoptère fut institué afin de transporter le courrier entre la principauté et Bruxelles en Belgique. À partir de septembre 1969 et pendant plusieurs mois, un volume significatif de courrier portant l'estampille de la Poste sealandaise (environ 25 000 en 1969) aurait été accepté et envoyé vers des destinations internationales sans taxation par la Poste belge ;[réf. nécessaire]
- des passeports de nationalité sealandaise accordés, d'après les époux Bates, aux seuls résidents de la Principauté.

Sealand possède également sa propre équipe de football association qui, tout comme le territoire lui-même, n'est pas reconnue internationalement.[réf. souhaitée] Elle ne peut donc pas prendre part à une quelconque compétition de football internationale. À la suite d'un accord entre les autorités sealandaises et le club danois de Vestbjerg, c'est celui-ci qui représente le Sealand sur la scène du football international. Si les Jeux Olympiques des micronations voient le jour depuis 2013, comme cela est prévu, il est possible que l'équipe de Sealand y participe.
La principauté de Sealand a inspiré à un certain nombre de musiciens à travers le monde : il y a un disque qui a pour titre The Battle of Sealand, 2007, du groupe américaine Airiel ; une chanson nommée Sealand dans le disque Architecture & Morality (1981) du groupe britannique de rock Orchestral Manoeuvres in the Dark ; une chanson nommée Sealand dans le disque Brilliant! Tragic!, 2011, du groupe britannique de rock Art Brut.
D'autre part, le groupe de hip-hop allemand Fettes Brot a filmé son single Echo (2013) dans la même principauté.
Il faut mentionner au plan de la musique dite académique, la pièce pour orchestre à cordes Sealand du compositeur uruguayen Enrique Merello-Guilleminot dont sa création eu lieu en Uruguay en 2014.

## Justice

### Statut juridique
- Le gouvernement sealandais affirme que la souveraineté de la Principauté s'appuie sur les principes suivants :

1. Lorsque Paddy Roy Bates et ses associés occupèrent Fort Roughs en 1967, celui-ci se trouvait dans les eaux internationales et donc en dehors de la juridiction britannique et de toute autre juridiction nationale. Le fort était donc terra nullius et pouvait être occupé par un nouvel État. Le Sealand serait donc un État souverain légitime de jure[40] ;
2. La décision de la justice britannique citée précédemment en date du 25 novembre 1968[réf. souhaitée] (voir Histoire) qui reconnut que Fort Roughs, le territoire abritant la Principauté, se situait dans des eaux internationales, et donc en dehors de la juridiction de la cour, ce qui serait donc une reconnaissance de facto de la souveraineté du Sealand[41].

- Cependant, selon les critères adoptés par la Convention de Montevideo en 1933, un État a besoin, pour être reconnu comme tel :
  - d'un territoire défini ;
  - d'une population permanente ;
  - d'un gouvernement ;
  - de la capacité d'établir des relations avec d'autres États souverains.

Des critères similaires ont été acceptés par la Commission d'arbitrage Badinter de la Communauté européenne, dont la fonction fut de déterminer les effets juridiques de la partition de la Yougoslavie.[réf. souhaitée] La Commission définit un État comme une entité ayant « un territoire, une population et une autorité politique », critères qui ne dépendent pas de la reconnaissance d'un État par un autre.
Dans le droit international, les opinions concernant cette question sont divisées. Le fondement juridique de la reconnaissance d'un État semble encore aujourd'hui litigieux au regard du droit international. Sa légitimité réside-t-elle dans une « reconnaissance diplomatique » notamment formulée par l'ONU, ou bien uniquement dans la reconnaissance que cet État existe ? Jusqu'à présent, aucun État n'a officiellement reconnu le Sealand comme État à part entière.

#### Pour l'ONU
D'après la Convention des Nations unies sur le droit de la mer datant de 1982, il n'est plus possible de consentir à l'existence d'une île artificielle sans toutefois explicitement interdire la reconnaissance dans le cas où elle aurait été reconnue ou construite antérieurement par un État voisin[réf. souhaitée].  Cela veut dire qu'il n'est plus possible de bâtir une île artificielle et d'en faire un État souverain, ni d'en faire une extension d'un État dans le but d'étendre ses eaux territoriales ou sa zone économique exclusive. Un tel État ne peut donc légalement être reconnu comme souverain, à moins de prouver qu'il l'était de facto avant cette date.

#### Pour le Royaume-Uni
Depuis 1987, année à laquelle le Royaume-Uni décida l'extension de ses eaux territoriales à 12 milles marins[réf. souhaitée], Fort Roughs se trouve légalement à l'intérieur des eaux territoriales britanniques, les doctrines juridiques du Royaume-Uni faisant que la plateforme est considérée comme faisant partie du comté anglais de l'Essex. Cependant, par peur des conséquences liées à une éventuelle reprise de la Principauté, les autorités se sont toujours gardées d'aller attaquer ses « dirigeants » (voir Histoire).
Cependant, le 6 décembre 2005 le journal britannique the Times prétendit que le gouvernement et la justice britanniques avaient enfin reconnu que le Sealand « se trouve en dehors du territoire national britannique […] et qu'il ne fait pas partie du Royaume-Uni ». Toutefois, le journal ne fournit pas de précisions plus détaillées et aucune autre source ne semble confirmer cette information.

#### Pour l'Allemagne
Bates affirme que les négociations menées par l'Allemagne pour la libération d'Alexander G. Achenbach en 1978, homme détenu par Bates pour haute trahison, constituent une reconnaissance de facto de l'existence de la Principauté et donc de sa souveraineté (voir #Histoire). Néanmoins, malgré les affirmations de Sealand, la cour ouest-allemande administrative de Cologne décida en 1978 que Sealand n'était pas un État souverain, estimant que ces critères (« un territoire, une population et une autorité politique ») n'avaient pas été remplis. Le demandeur[Qui ?], qui se considérait citoyen sealandais, voulait une déclaration officielle affirmant qu'il avait perdu sa citoyenneté ouest-allemande.
Ainsi, la cour déclara que Fort Roughs, île artificielle, n'était pas « un segment naturel de la surface de la Terre » et ne pouvait donc constituer le « territoire » d'un État. En outre, elle affirma que les citoyens de Sealand ne partageaient pas un tissu de liens communautaires suffisant pour constituer un « peuple » en matière de droit international.
Plus précisément, du point de vue de la justice ouest-allemande :
[…] dans le cas du « Duché du Sealand » [sic] nous ne pouvons accepter qu'il existe un « peuple » dans le sens du droit international, puisqu'il n'y a pas entre ces personnes de vie communautaire. […] [Le devoir d'un État] n'est pas seulement de promouvoir une association au sens large, dont le but serait le partage de passe-temps et d'intérêts communs. Un État doit plutôt viser le maintien d'une forme essentiellement permanente de vie communautaire, c'est-à-dire le partage d'une destinée commune.
[…] Ces « habitants » n'ont pas acquis leur « nationalité » dans le but de vivre ensemble et de mener les divers aspects de leur vie en commun ; au contraire, ils continuent à poursuivre leurs intérêts individuels en dehors du « Duché ». L'aspect partagé de leur association se limite à une petite partie de leur vie — c'est-à-dire les questions de commerce et d'impôts. Ce degré d'intérêts communs ne peut pas être considéré suffisant pour que soit reconnu là un « peuple » au sens entendu par le droit international.

#### Pour les États-Unis
En 1990, une cour administrative des États-Unis décida que le Sealand n'était pas une nation souveraine et qu'elle ne l'avait jamais été sur la base d'informations provenant du ministère du commerce et de l'industrie[réf. nécessaire]. L'année suivante, cette décision fut confirmée par une cour fédérale[réf. souhaitée].

### Controverses juridiques
Le statut particulier de Sealand a donné lieu à de nombreux démêlés juridiques.
En novembre 1999, la guardia civil madrilène arrête Francisco Trujillo Ruiz, un petit trafiquant d'essence, et est étonnée de constater que l'homme possède un passeport diplomatique de Sealand et qu'il entretient une ambassade sur le Paseo de la Castellana à Madrid entouré d'un Secrétaire d'État, d'un Ministre des Affaires étrangères et de plusieurs conseillers. Il possède de plus des plaques diplomatiques de la principauté et se déclare ouvertement « prince régent de la Principauté de Sealand ». Cet ancien garde civil renvoyé pour détournement de fonds de la guardia civil est également connu comme le notaire Frant Blake en Allemagne d'où il vend sur Internet de faux passeports, diplômes ou certificats de domiciliation d'entreprises. Près de 160 000 passeports sealandais auraient ainsi transité de par le monde. Après un an d'enquêtes, soixante « citoyens » du Sealand sont arrêtés et accusés de trafic de drogue, escroquerie, détention d'explosifs, vente de 4 000 faux passeports à Hong Kong, de permis de conduire à des trafiquants de drogue au Maroc, trafics d'armes, etc.[réf. souhaitée]
Lors de la découverte de ce trafic, les passeports sont déjà en circulation depuis plusieurs années et sont liés à plusieurs affaires notamment à celle du meurtre du couturier Gianni Versace en juillet 1997. En effet, son assassin répondant au nom d'Andrew Cunanan aurait été interpellé en possession d'un passeport sealandais. La même année des passeports de la principauté auraient été impliqués dans de gros détournements d'argent sale en Slovénie. Cette fraude gigantesque, autorisée par de nombreux pays, avides de liens commerciaux avec la principauté[style trop lyrique ou dithyrambique] tels que le Gabon, le Paraguay, le Népal, la Syrie, Haïti, le Liberia… (qui ne reconnaissent pas pour autant l'existence de cet État) porterait sur plusieurs milliards de francs français.
Le 14 juin 2000, dans le journal Le Monde, le prince, la princesse et le prince héritier (qui gère effectivement Sealand depuis la plate-forme) ont affirmé qu'ils n'étaient pas liés à ces faits, et que le nom de Sealand a été utilisé sans leur autorisation ; le prince certifie que son « pays » n'a jamais ouvert d'ambassade, ni fourni de passeports à quiconque en dehors des réels habitants de Fort Roughs. Michael précisa qu'un nombre maximum de cent passeports avaient été délivrés par la famille Bates depuis la création de Sealand, et uniquement offerts à « des gens qui nous avaient aidés à entretenir Sealand et qui ont contribué à son développement ».